# Правило на Щайнер
Правилото на Щайнер е теорема, свързваща инерционните моменти (площни или масови) на дадена фигура или тяло, спрямо две успоредни оси, едната от които преминава през техния център на тежестта:
{\displaystyle I_{\eta }=I_{x}+y^{2}A,}{\displaystyle m^{4}}
където оста {\displaystyle x} минава през центъра на тежест на фигурата; {\displaystyle \eta } е успоредна на нея ос; {\displaystyle y} е разстоянието между двете оси; {\displaystyle A} е площта на фигурата; {\displaystyle I_{\eta }} и {\displaystyle I_{x}} са инерционните моменти спрямо успоредните оси {\displaystyle \eta } и {\displaystyle x}.